# Walla Walla (fiume)
Il fiume Walla Walla è un affluente del fiume Columbia che sfocia nel Columbia poco a monte del Wallula Gap nella parte sud-orientale dello Stato di Washington, negli Stati Uniti. Il fiume scorre attraverso la Contea di Umatilla in Oregon e la Contea di Walla Walla nello Stato di Washington. Il suo bacino idrografico ha un'area di 4550 km² (1758 miglia quadrate).

## Corso
Le sorgenti del fiume Walla Walla si trovano nelle Blue Mountains dell'Oregon nord-orientale. Il fiume ha origine dalla confluenza delle sue biforcazioni a Nord e a Sud. Il territorio boschivo circostante racchiude una rete di sentieri per escursioni a piedi e in mountain bike.
La confluenza tra la biforcazione Nord e la biforcazione Sud si trova ad Est di Milton-Freewater, Oregon. Il fiume scorre verso Est raggiungendo Milton-Freewater, che è costruita lungo le sue rive, e poi scorre verso Nord attraverso Milton-Freewater. L'acqua di irrigazione viene prelevata dal fiume qui e in numerose altre località lungo il fiume.
Il fiume Walla Walla scorre a Sud-Ovest della città di Walla Walla nella Walla Walla Valley. Il Mill Creek, che scorre attraverso la città di Walla Walla, sfocia nel fiume Walla Walla presso la Whitman Mission ad Ovest della città di Walla Walla.
Il fiume Touchet si unisce al fiume Walla Walla presso la città di Touchet. La portata media, calcolata nell'arco dell'anno, del fiume Walla Walla poco più a valle della confluenza con il fiume Touchet è di 34,3 m³/s (1212 piedi cubi al secondo). Il valore massimo registrato della portata è stato di 570 m³/s (20300 piedi cubi al secondo) nel 1964.
Il fiume Walla Walla sfocia nel fiume Columbia un miglio a Sud della città di Wallula poco più a Nord del Wallula Gap. La sezione del fiume Columbia, corrispondente al bacino artificiale generato dalla diga McNary Dam, si chiama Wallula Lake.

## Storia

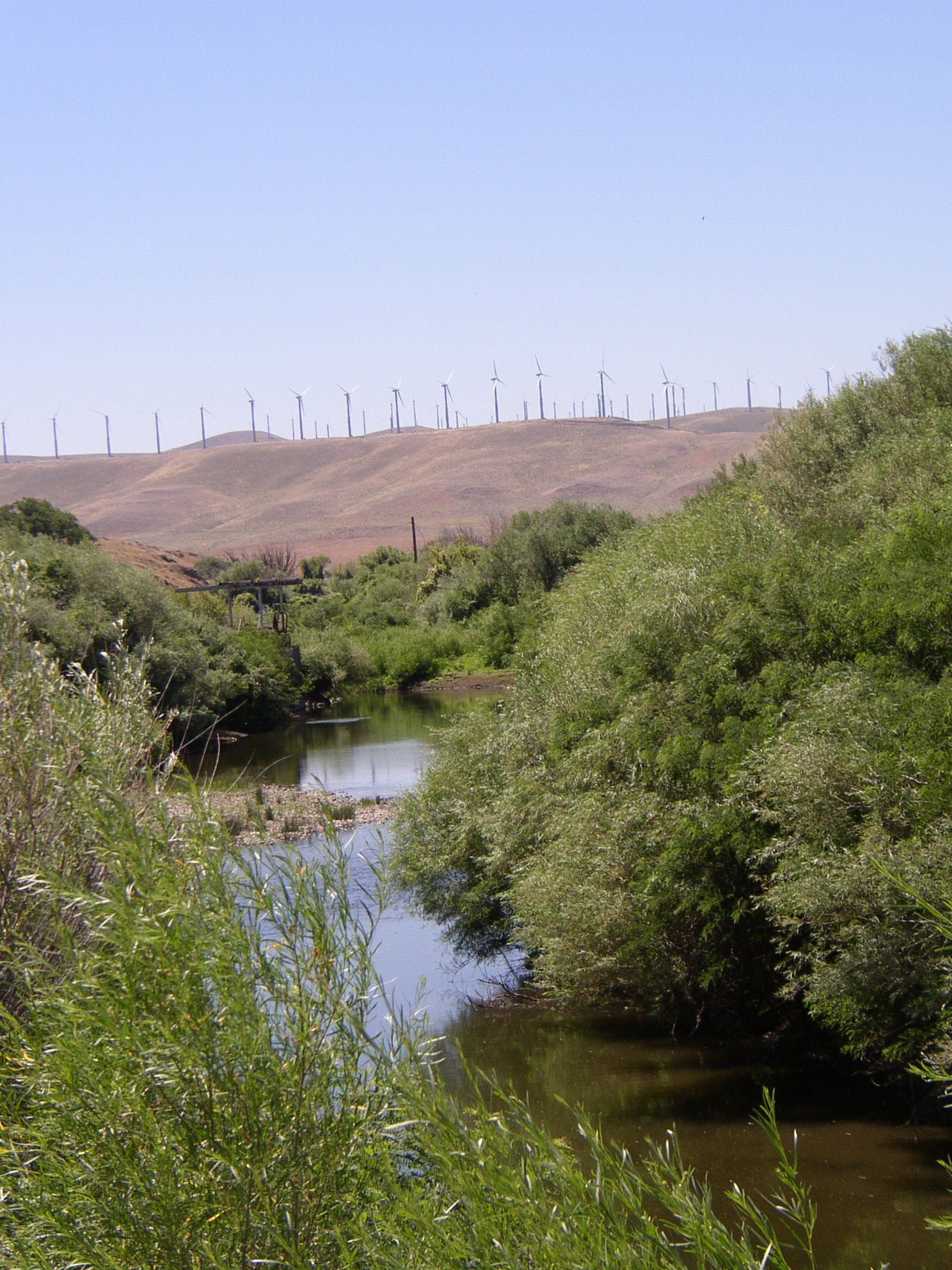
Turbine eoliche nella parte inferiore del fiume Walla Walla. Fiume impoverito dal prelievo dell'acqua di irrigazione.

I Walla Walla occuparono la regione intorno al fiume Walla Walla prima che i coloni bianchi arrivassero nella regione.
La Spedizione di Lewis e Clark (1804–1806) fu la prima spedizione via terra, andata e ritorno, degli Stati Uniti verso la costa del Pacifico: la spedizione, al ritorno, si fermò alla foce del fiume Walla Walla e rimase con la tribù dei Walla Walla per una parte del viaggio, procedendo da lì via terra fino al fiume Snake. L'esploratore britannico David Thompson fu il primo europeo a navigare per l'intera lunghezza del fiume Columbia, fino all'Oceano Pacifico, nel 1811.
Fort Nez Percés (successivamente conosciuto come Forte Walla Walla) fu una postazione fortificata per il commercio di pellicce sul fiume Columbia sul territorio dell'odierna Wallula, nello Stato di Washington. La postazione fu in attività dal 1818 fino al 1857 sulla riva orientale del fiume Columbia, immediatamente a Nord della foce del fiume Walla Walla. Il Trattato dell'Oregon pose fine all'occupazione congiunta statunitense-britannica che aveva avuto luogo dal Trattato del 1818. Il forte venne abbandonato nel 1857 quando la Compagnia della Baia di Hudson rinunciò alla sua attività nel Distretto di Columbia nel Territorio dell'Oregon.
La Whitman Mission venne fondata nel 1836. Si trova vicino alle rive del fiume a Ovest della odierna città di Walla Walla.

## Pesca
Il fiume Walla Walla River ospita popolazioni di salmone reale a primavera, trota salmonata in estate e altre specie tra cui Salvelinus confluentus. Nel fiume, si pratica la pesca sportiva della trota salmonata.
In estate il fiume ospita anche pesci gatto e micropterus dolomieu.

## Studi scientifici
Ci sono stati una vasta gamma di studi sul fiume Walla Walla e sull'area di bacino complessiva. Il lavoro svolto dai governi dell'Oregon e dello Stato di Washington, dalle agenzie ambientali federali e statali e da consigli e gruppi di studio locali sul fiume ha prodotto una gran mole di studi. Il WWBWC - Walla Walla Basin Watershed Council (www.wwbwc.org) è in possesso di copie sia elettroniche che cartacee di molte di queste relazioni che risalgono agli anni '30. Una notevole mole di lavoro è stata dedicata alla valutazione della quantità e della qualità dell'acqua utilizzabile ai fini del recupero del salmone e di un'offerta sostenibile di irrigazione. Un sistema di acque sotterranee alluvionali altamente interconnesso e la sua eccessiva estrazione attraverso l'uso sovradimensionato dell'irrigazione hanno anche agito influenzando i flussi e la qualità nel fiume Walla Walla.
L'impegno per il fiume Walla Walla risiede nella strategia di gestione idrica integrata attraverso il rifornimento controllato delle falde acquifere (o il rifornimento da superficie), utilizzando l'acqua disponibile durante le stagioni in cui non si effettua l'irrigazione, e nell'evitare un'eccessiva allocazione delle risorse idriche sotterranee da parte di entrambi i governi statali. La collaborazione con il WWBWC per il fiume Walla Walla sta dando un esempio a livello nazionale di un'alternativa innovativa e a basso costo rispetto allo stoccaggio in superficie di acque utilizzando le dighe.

## Galleria d'immagini

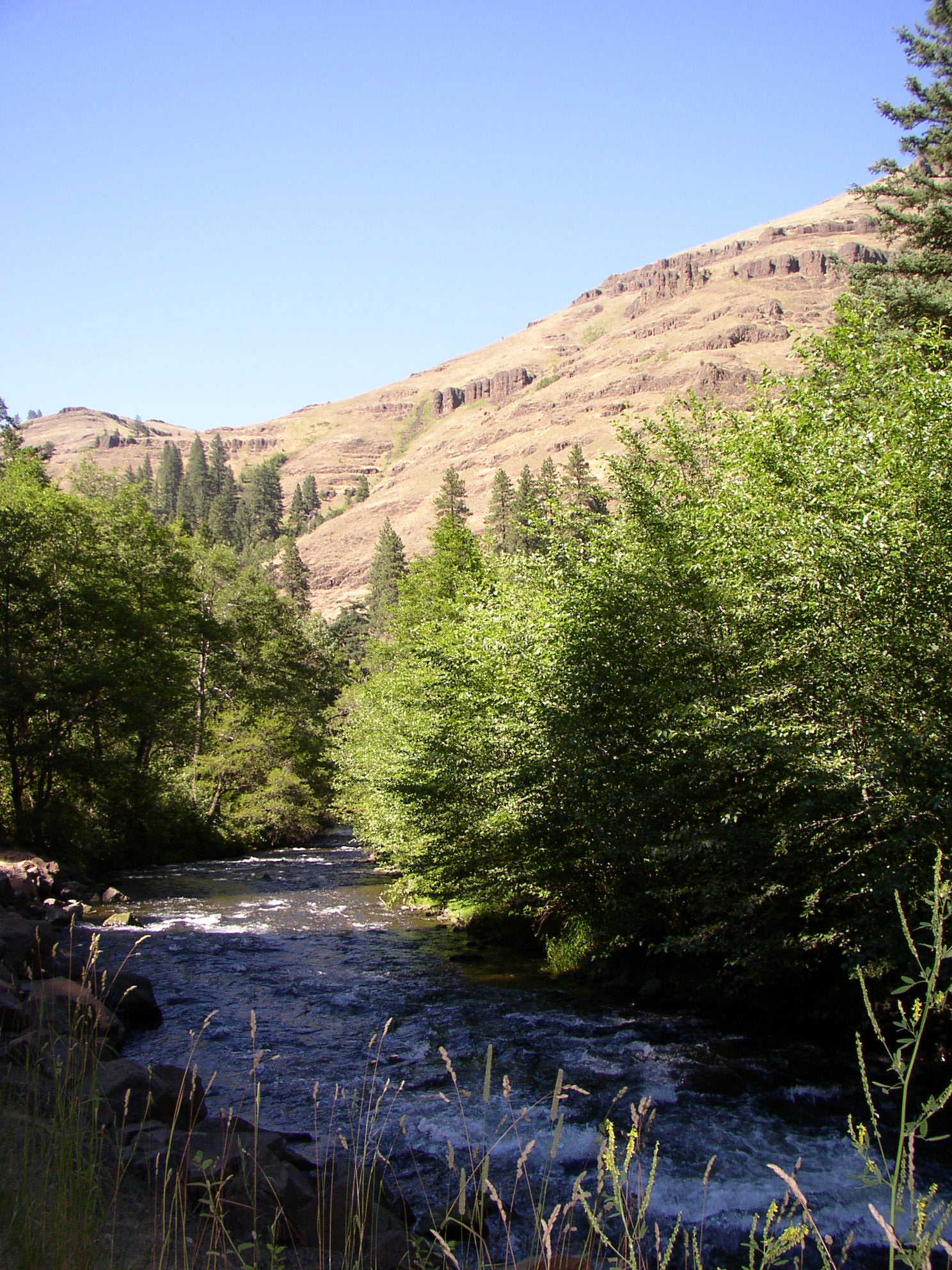
La biforcazione Sud del fiume Walla Walla presso Harris Park, 13 miglia (21 km) a monte di Milton-Freewater, Oregon
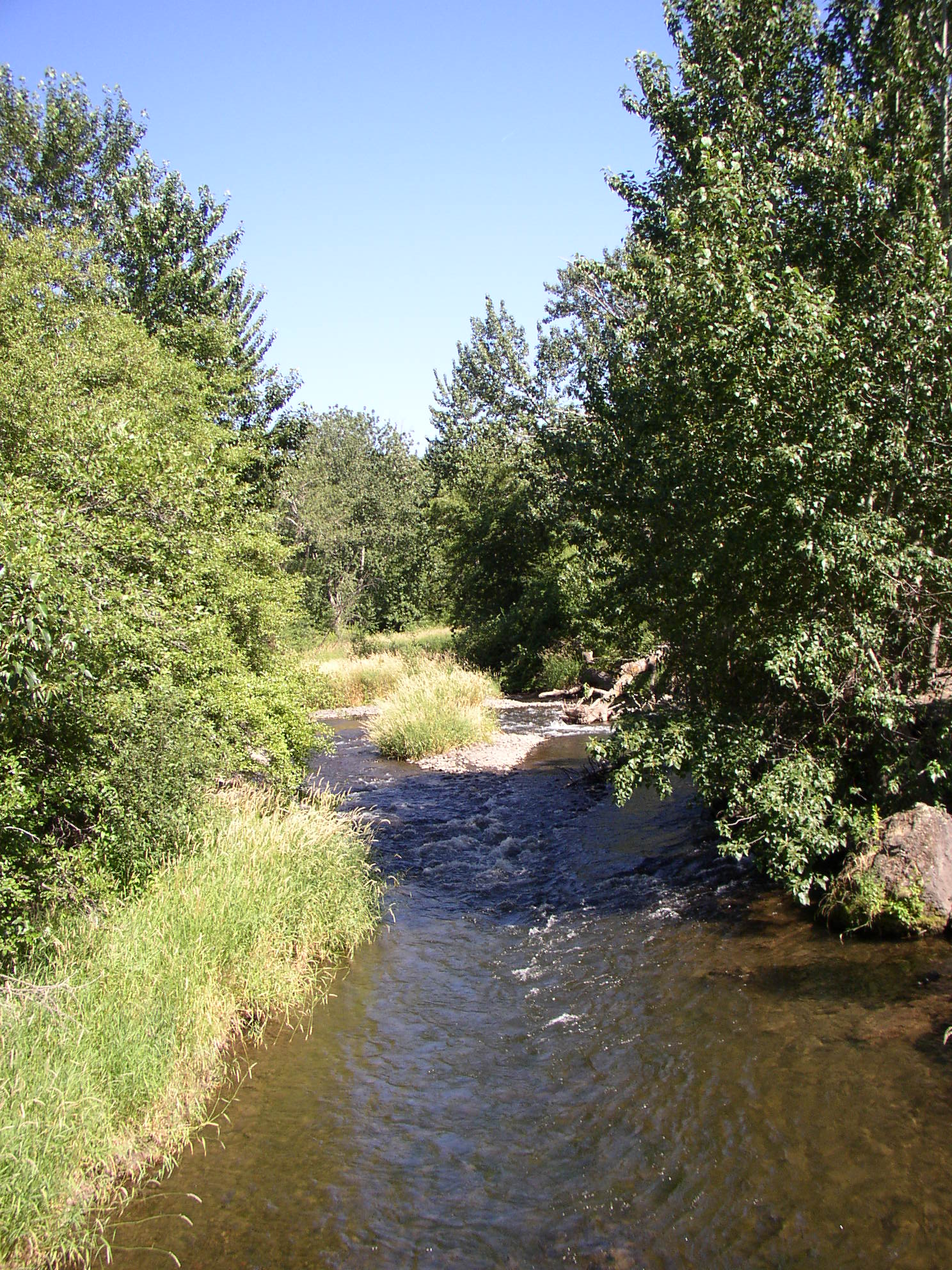
La biforcazione Sud del fiume Walla Walla a monte di Milton-Freewater
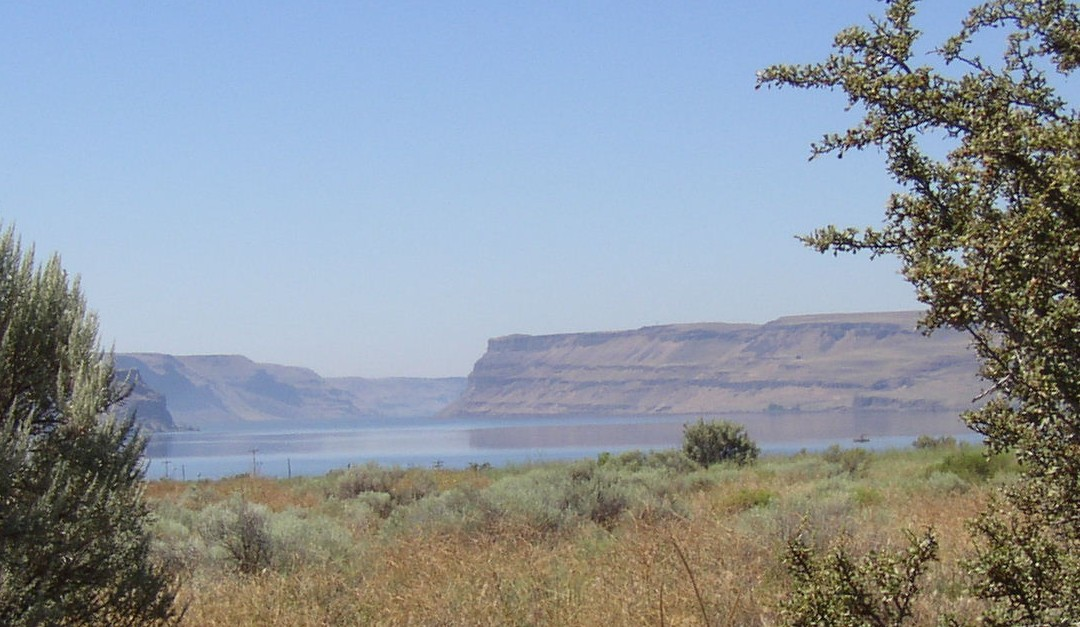
Il Wallula Gap, dove il fiume Walla Walla sfocia nel fiume Columbia, veduta dai pressi di Fort Nez Percés, guardando a Sud